# Жоао Авеланж
Жоао Авеланж (порт. João Havelange; Рио де Жанеиро, 8. мај 1916 — Рио де Жанеиро, 16. август 2016) био је свестрани бразилски спортиста, такмичар на Олимпијским играма у два спорта, представник Бразила у МОК-у и дугогодишњи председник ФИФА.
Од спортова којима се бавио, најуспешнији је био као пливач и ватерполиста. Био је члан Олимпијске репрезентативније Бразила два пута, Као пливач учествовао је на Олимпијским играма 1936 у Берлину, а на
Олимпијским играма 1952 у Хелсинкију као ватерполиста.
Од 1963. као представник Бразила постао је члан Међународног олимпијског комитета (МОКа).
На 39. конгресу Светске фудбалске федерације у Франкфурту 1974. изабран је за председника, замењујући свог претходника Сер Стенлија Рауса. На том месту се задржао 24 године, када је 1998. предао дужност Швајцарцу Јозефу С. Блатеру. У свом мандату имао је шест реизбора: Буенос Ајрес (1978), Мадрид (1982, Мексико (1986, Рим 1990. и Чикаго (1994..
Као председник ФИФА, посетио је 192 земље чланице. Добио је стотињак награда и признања. Његова велика заслуга је афирмација и модернизација Светске фудбалске федерације.